# Havelländisches Luch
Het Havelländisches Luch is een Vogelrichtlijngebied in de deelstaat Brandenburg in Duitsland. Het Havelländisches Luch heeft een oppervlakte van 55,26 km² en maakt deel uit van Natuurpark Westhavelland. Er bevindt zich een informatiecentrum in Buckow en er zijn twee vogelobservatietorens ten noordoosten van het dorp Garlitz. Het gebied kan vanuit de observatietorens bekeken worden en is verder niet vrij toegankelijk vanwege de aanwezigheid van de zeldzame grote trap (Otis tarda), die er dankzij gerichte beschermingsmaatregelen weer toeneemt in aantal.

## Kenmerken van het gebied
Het Havelländisches Luch bestaat uit een mozaïek van vochtige graslanden en droge moreneruggen. Op de drogere plekken zijn extensief beheerde graslanden en akkers te vinden met een hoge diversiteit aan plantensoorten. Deze worden afgewisseld met braakliggende terreinen en houtwallen.
Sinds 1990 wordt in het Havelländisches Luch, 's winters en in het voorjaar, een gebied van 200-300 hectare geïnundeerd. Daarbij vernat een oppervlak van 1.000 à 1.500 hectare, wat het hele jaar door een belangrijk leefgebied vormt voor vele vogelsoorten.

## Fauna en flora

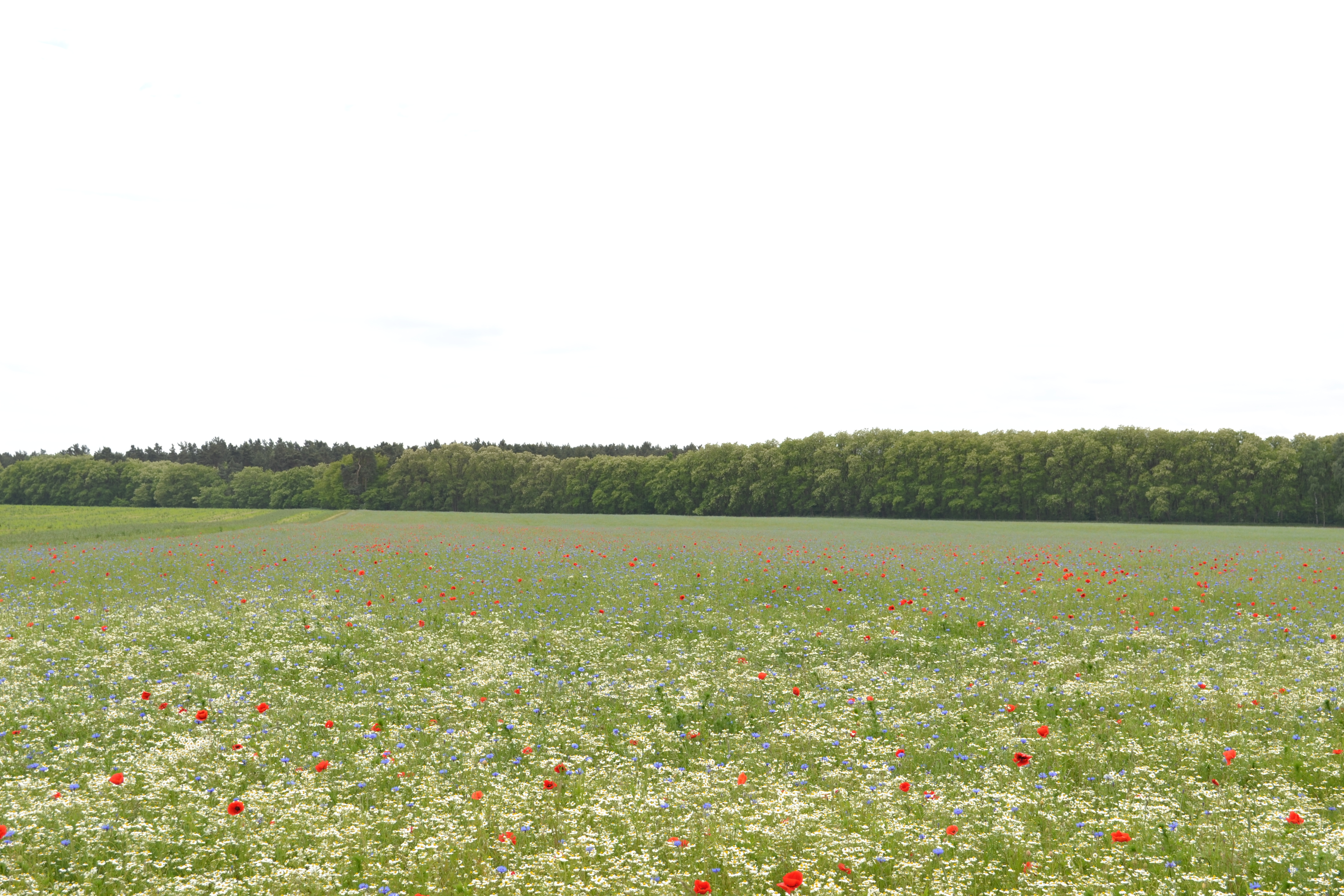
Velden met akkeronkruiden als kamille, klaproos en korenbloem.

Het gebied is een van de drie gebieden in Duitsland waar de grote trap voorkomt en is daarom internationaal vrij bekend onder ornithologen. Daarnaast broeden er ook andere zeldzame soorten die onder Annex I van de Vogelrichtlijn vallen, zoals de grauwe kiekendief (Circus pygargus), roerdomp (Botaurus stellaris) en kwartelkoning (Crex crex). Het paapje (Saxicola rubetra) en de grauwe gors (Miliaria calandra) zijn algemener en leven in de extensief beheerde akkers en graslanden.
Naast vogels is het gebied ook belangrijk voor plantensoorten als de moerasorchis (Anacamptis palustris) en de prachtanjer (Dianthus superbus).